# جسيم حال
اليَحْلُول أو الجسم الحال أو المحلل أو الجسيم الحال (بالإنجليزية: Lysosome)‏ عبارة عن عضيات موجودة في الخلايا الحيوانية تحتوي على إنزيمات هاضمة تقوم بتفكيك الزائد أو الهالك من العضيات والغذاء والفيروسات والبكتيريا. ويحيط بالجسم الحال غشاء له دور هام جدا في عمل العضيات. وقد اكتشفها عام 1949 العالم البلجيكي كريستيان دي دوفي. وهي تتكون في البداية من إضافة الإنزيمات المحللة hydrolytic enzymes إلى جسيم داخلي (endosomes) الناتج من جهاز جولجي.
وتوجد اللايسوسومات في جميع الخلايا الحيوانية تقريبا، وتوجد بوفرة في الخلايا التي تقوم بنشاط ابتلاعي، مثل:الخلايا الأكولة الكبيرة وخلايا الدم البيضاء. ويلاحظ أن بروتينات غشاء اللايسوسومة مرتبط بها جليكوزيلات، مما يعمل على حماية هذا الغشاء من تأثير الإنزيمات الهاضمة للبروتينات الموجودة داخل اللايسوسومات. ويتم بناء إنزيمات اللايسوسومات في الشبكة الإندوبلازمية، ثم تنقل إلى جهاز جولجي حيث تجرى معالجتها، ثم تنتقل حويصلات محملة بهذه الإنزيمات التحليلية عن الوجه الناضج لجهاز جولجي، وتعرف هذه الحويصلات باسم «لايسوسومات أولية». وخلال عملية البلعمة تؤخذ أجسام من خارج الخلية إلى داخلها في وحويصلات محاطة بغشاء، يطلق عليها اسم «أجسام بلعمية مخالفة»، ويتم اندماج الأجسام البلعمية مع اللايسوسومات الأولية حيث يحدث الهضم داخل الحويصلات الناتجة والتي تعرف باسم «اللايسوسومات الثانوية»، وهذه عادة تكون كبيرة الحجم غير منتظمة الشكل، وذات محتوى غير متجانس، كما تبدو في صور المجهر الإلكتروني.
وعقب هضم محتويات اللايسوسومات الثانوية فإن نواتج الهضم تنتشر من خلال غشاء اللايسوسومة إلى السيتوبلازم، بينما تبقى البقايا غير المهضومة داخل اللايسوسومات، ويطلق عليها اسم "الأجسام المتبقية". وفي معظم الحالات تتجه "الأجسام المتبقية" إلى غشاء الخلية، لتندمج الأغشية المحيطة بها مع غشاء الخلية، وبذلك يتم التخلص من البقايا إلى الحيز خارج الخلية. إلا أنه في خلايا معينة، مثل: الخلايا العصبية والعضلات القلبية والخلايا الكبدية لا يتم إطلاق الأجسام المتبقية، ولكنها تخزن في السيتوبلازم، وتعرف باسم "صبغات ليبوفوسين" أو صباغات الشيخوخة".
وهناك وظيفة أخرى للايسوسومات، تتعلق بالتخلص من العضيات السيتوبلازمية. ففي ظروف معينة تحاط بعض العضيات – مثل الميتوكوندريا أو البيروكسيسومات – بغشاء، ثم تتحد اللايسوسومات الأولية مع التراكيب الناتجية، ويطلق على اللايسوسومة الثانوية في هذه الحالة اسم «جسم بلعمي ذاتي». ومن المحتمل أن الخلية تقوم باستخدام نواتج عملية الهضم هذه في إعادة تدوير، مما يسمح بتجديد وإعادة ترتيب وإعادة بناء السيتوبلازم. وتزداد عمليات البلعمة الذاتية كثيرا في حالات معينة، مثل ما يحدث في حالة حرمان الحيوانات الأولية من المواد الغذائية، وكذا في خلايا كبد الحيوان الجائع وبهذه الآلية يتم التخلص من أجزاء الخلية لصالح ضمان البقاء.

## وظيفة
تتحد الجسيمات الحالة مع الفجوات وتطلق فيها إنزيماتها فتقوم على الفور بهضم محتوياتها.
تحتوي الليسوسومات على مجموعة متنوعة من الإنزيمات، مما يمكّن الخلية من تكسير الجزيئات الحيوية المختلفة التي تبتلعها، بما في ذلك الببتيدات والأحماض النووية والكربوهيدرات والدهون. تتطلب الإنزيمات المسؤولة عن هذا التحلل بيئة حمضية لنشاطها.
بالإضافة إلى قدرتها على تكسير البوليمرات، الجسيمات الحالة قادرة على الاندماج مع العضيات الأخرى وهضم تراكيب كبيرة من الحطام الخلوي بواسطة عملية البلعمة، كما يمكن ان تقوم الليسوسومات بعملية الهضم الذاتي للخلية ، وهي أيضاً قادرة على تكسير جزيئات الفيروس أو البكتيريا وبتلاعهما.
حجم الجسيمات الحالة يتراوح من 0.1 ميكرومتر إلى 1.2 ميكرومتر. مع درجة حموضة تتراوح من 4.5 إلى 5.0، يكون الجزء الداخلي من الجسيمات الحالة حامضيًا مقارنة بالسائل الخلوي (الرقم الهيدروجيني 7.2). غشاء الليسوسوم يحمي السائل السيتوبلازم وبقية العضيات من الإنزيمات المحللة الموجودة داخل الجسيم الحال. تتم حماية الخلية أيضًا من أنزيمات الليسوسوم المحللة التي تتسرب إلى السائل الخلوي، حيث ان هذه الأنزيمات لا تكون فعالة الا في البيئة الحمضية ولا تعمل على الأطلاق في البيئة القلوية للسيتوبلازم وهذا يضمن عدم تدمير الجزيئات والعضيات الخلوية في حالة وجود تسرب للإنزيمات المتحللة من الجسيم الحال.
يحافظ الليسوسوم على فارق الأس الهيدروجيني عن طريق ضخ أيونات الهيدروجين H + اليه من السيتوبلازم عبر الغشاء بواسطة مضخات البروتون وقنوات أيونات الكلوريد. Vacuolar-ATPases مسؤولة عن نقل البروتونات، بينما يتم إجراء النقل المضاد لأيونات الكلوريد بواسطة ClC-7 Cl− / H + antiporter. بهذه الطريقة يتم الحفاظ على بيئة حمضية ثابتة.

## غشاء الجسيم الحال
يوفر هذا الغشاء البيئة المناسبة لعمل الإنزيمات الهاضمة مثل درجة الحموضة pH عند 4.5 التي تحتاجها الإنزيمات. ويوجد فرق بين درجة الحموضة بين داخل وخارج الجسم الحال (4.5 داخل الجسم الحال و7.2 خارجه)، يعمل الغشاء المفرد بالحفاظ على هذه درجة الحموضة عن طريق ضخ البروتونات (H+) من العصارة الخلوية خارج الجسم الحال عن طريق مضخات البروتونات وقنوات أيونات الكلور. يعمل الغشاء أيضا على حماية العصارة الخلوية وباقي الخلية من التحلل نتيجة الإنزيمات الهاضمة داخل الجسم الحال.

## إنزيمات الجسيمات الحالة
من أهم الإنزيمات الموجودة داخل الليسوسومات:
- إنزيم الليبيز الذي يقوم بهضم الدهون.
- إنزيم الكربوهيدريز الذي يقوم بهضم النشويات.
- إنزيم البروتييز الذي يقوم بهضم البروتينات.
- إنزيم النيوكلييز الذي يقوم بهضم الأحماض النووية.

وتتكون إنزيمات الجسم الحال في العصارة الخلوية والشبكة الإندوبلازمية.